# Karl Heumann (Chemiker)

Karl Heumann (ca. 1886)

Karl Heumann (* 10. September 1850 in Darmstadt; † 5. August 1894 in Zürich) war ein deutscher Chemiker.

## Leben und Leistung
Karl Heumann war der Sohn des Arztes Adolph Heumann und dessen Frau Therese Christiane Emilie, geborene Beck. Karl Heumann besuchte die Polytechnische Schule in Darmstadt, anschließend studierte er bis 1873 Chemie in Heidelberg und Berlin. Zwischen 1874 und 1877 war er als Privatdozent an der Polytechnischen Schule in Darmstadt tätig. 1877 wechselte er als Privatdozent für technische und theoretische Chemie an das Eidgenössische Polytechnikum in Zürich, wo er bis 1894 arbeitete. 1878 erhielt er eine Titularprofessur. Im selben Jahr heiratete Karl Heumann Mathilde Siegfrieden, die Tochter eines Hofgerichtsadvokaten.
Karl Heumann veröffentlichte im Jahr 1888 den ersten Band einer geplanten umfassenden Darstellung der Fabrikation von Teerfarben. In Zürich entwickelte er 1890 ein Syntheseverfahren für Indigo, ausgehend von N-Phenylglycin, das er später in einem zweiten Syntheseverfahren verbessern konnte. Die Patente für die beiden Syntheseverfahren wurden von der BASF und Hoechst erworben. Die BASF entwickelte daraus das erste großtechnische Verfahren zur synthetischen Herstellung von Indigo. Dadurch konnte das Unternehmen 1897 mit „Indigo rein BASF“ den ersten synthetischen Indigo auf den Markt bringen. Das erste Herstellungsverfahren von Indigo nach Heumann konnte durch Rudolf Knietsch (BASF) und Johannes Pfleger (Degussa) nochmals signifikant verbessert werden.